# Flèche Rouge (cheval)
Pour l’article homonyme, voir Flèche rouge.
Flèche Rouge (née le 29 mars 1993 au Haras des Rouges) est une jument baie du stud-book Selle français, qui a concouru en saut d'obstacles avec Rolf-Göran Bengtsson, Samantha Mc Intosh et Léopold van Asten, participant aux Jeux équestres mondiaux de 2002 ainsi qu'aux Jeux olympiques d'été de 2004. C'est une fille de Papillon Rouge.

## Histoire
Flèche Rouge naît le 29 mars 1993 au Haras des Rouges de Fernand Leredde, dans la Manche. Elle est vendue aux ventes Fences à l'âge de trois ans.
Elle est montée en début de carrière par Éric Navet, qui l'ammène en finale du championnat de France des chevaux d'obstacle de six ans. La jument est ensuite confiée au cavalier international suédois Rolf-Göran Bengtsson, terminant dixième du championnat du monde des chevaux d'obstacle de sept ans, et atteignant la finale de la Coupe du monde de saut d'obstacles à l'âge de huit ans. Les écuries de Samantha Mc Intosh en font l'acquisition, et participent avec elle aux Championnat du monde de saut d'obstacles à Jerez en 2002, puis au championnat d'Europe à Donaueschingen l'année suivante.
Elle est vendue pour trois millions d'euros à Jan Tops. En 2004, Flèche Rouge est aux Pays-Bas, et participe aux Jeux Olympiques d'Athènes avec Léopold van Asten, qui la monte jusqu'en 2008.
Une blessure au tendon survenue cette même année met un terme à sa carrière sportive, menant à sa reconversion comme poulinière.

## Description
Flèche Rouge est une jument du stud-book Selle français, de robe baie. Elle toise 1,69 m. Léopold van Asten la décrit comme « un cheval attachant avec un très bon mental et un incroyable respect avec une volonté de faire tout ce qu'elle pouvait dès qu'elle entrait en piste ».

## Palmarès
Elle participe aux finales du circuit de saut d'obstacles pour jeunes chevaux de quatre à six ans. Elle termine onzième au Championnat du monde à Jerez, puis treizième du Championnat d'Europe en 2013 et deuxième cheval français au classement mondial. Elle participe aux Jeux olympiques d'Athènes en 2004.
Elle atteint un indice de saut d'obstacles (ISO) de 173 en 2007.

## Origines
Flèche Rouge est une fille de l'étalon Selle français Papillon Rouge, et de la jument Utopie Rouge II.